# Eublemma flavicostata
Eublemma flavicostata is een vlinder van de familie van de spinneruilen (Erebidae). De wetenschappelijke naam van deze soort is voor het eerst voorgesteld als Mestleta flavicostata door William Jacob Holland in een publicatie uit 1894.
De soort komt voor in Ivoorkust, Ghana, Gabon en Congo-Kinshasa.